# Pirmin Lang
Pirmin Lang, né le 25 novembre 1984 à Dagmersellen, est un coureur cycliste suisse professionnels entre 2013 et 2017. Par la suite, il est directeur sportif de l'équipe Swiss Racing Academy.

## Biographie
En 2002, Pirmin Lang termine deuxième du championnat de Suisse de cyclo-cross juniors (moins de 19 ans). En 2004 et 2006, il est du vice-champion de Suisse de cyclo-cross espoirs (moins de 23 ans). Son frère René Lang est lui devenu champion de Suisse de cyclo-cross juniors en 2004. Lors de la saison de cyclo-cross 2007-2008, il remporte à domicile l'International Grand Prix Cyclocross Moos-Sion-Valais.
Sur route, il remporte chez les amateurs le Championnat de Zurich en 2010, ainsi que le Tour de Berne et la Flèche du port d'Anvers l'année suivante. En 2012, il gagne une étape de l'An Post Rás et des Boucles de la Mayenne. Ses résultats lui permettent de rejoindre la nouvelle équipe suisse IAM, où il restera quatre saisons. En 2016, il est vice-champion de Suisse sur route, derrière son coéquipier Jonathan Fumeaux.
En 2017, après l'arrêt de la formation IAM, il signe avec l'équipe continentale Roth-Akros. Il est sélectionné pour participer aux championnats d'Europe de cyclisme sur route. Il arrête sa carrière à l'issue de la saison.
Après sa carrière, il devient en 2019 représentant de l'équipe Swiss Racing Academy, puis directeur sportif en 2020. En février 2020, il avoue s'être dopé tout au long de sa carrière, notamment via le réseau Aderlass. Ses révélations font suite à des enquêtes menées par le journal suisse Neue Zürcher Zeitung. Il est ensuite licencié par la Swiss Racing Academy. Suspendu 4 ans dans un premier temps, sa peine est réduite à 18 mois, soit jusqu'au 19 août 2021.

## Palmarès sur route

### Par années
- 2001
  - Prix des Vins Henri Valloton juniors
- 2007
  - 2e d'Annemasse-Bellegarde et retour
- 2008
  - Prix des Vins Henri Valloton
  - 3e du Tour du Jura
- 2009
  - 2e du Championnat de Zurich
- 2010
  - Championnat de Zurich
  - 2e du Grand Prix des Carreleurs
  - 3e du championnat de Suisse sur route
- 2011
  - Tour de Berne
  - Flèche du port d'Anvers
  - 3e du Grand Prix des Marbriers
  - 3e du Championnat de Zurich
- 2012
  - 2e étape de l'An Post Rás
  - 1re étape des Boucles de la Mayenne
- 2014
  - 3e du Tour de Berne
- 2016
  - 2e du championnat de Suisse sur route

### Résultats sur les grands tours

#### Tour d'Espagne
1 participation
- 2014 : 146e

### Classements mondiaux
| Année           | 2008 | 2009 | 2010 | 2011 | 2012 | 2013 | 2014 | 2015 |
| --------------- | ---- | ---- | ---- | ---- | ---- | ---- | ---- | ---- |
| UCI World Tour  |      |      |      |      |      |      |      | nc   |
| UCI Asia Tour   |      |      |      | 303e |      |      |      |      |
| UCI Europe Tour | 711e | 867e | 305e | 198e | 274e | 732e | 581e |      |

## Palmarès en cyclo-cross
- 2001-2002
  - 2e du championnat de Suisse de cyclo-cross juniors
- 2003-2004
  - 2e du championnat de Suisse de cyclo-cross espoirs
- 2005-2006
  - 2e du championnat de Suisse de cyclo-cross espoirs
- 2007-2008
  - International Grand Prix Cyclocross Moos-Sion-Valais, Sion
- 2010-2011
  - 2e du championnat de Suisse de cyclo-cross